# Чуффык
«Чуффык» — российский рисованный мультфильм, снятый режиссёром Леонидом Каюковым по мотивам сказки Е. Чарушина в 1993 году.

## Сюжет
В канун Нового года мужичок-охотник перед сном загадывает желание: стать маленьким и очутиться в лесу, чтобы узнать, как зимней ночью чувствуют себя лесные звери. После этого он ложится в кровать и засыпает. Тем временем через форточку в комнату залетает Дед Мороз и исполняет его желание. Мужичок уменьшается в размерах и на морозном облачке летит в лес. Там на него нападает филин и сбивает с облачка.
Упав, мужичок оказывается под снегом в норе, в которой ему встречается мышка. Оба не на шутку пугаются, но потом знакомятся и общаются. Мышка рассказывает герою, как всю зиму проводит в страхе. На них обоих нападает злобная землеройка, сильно их напугав, но им удаётся спастись от неё. Мышка приводит мужичка в медвежью берлогу и показывает своё гнездо за ухом спящего медведя. Однако мужичок падает в ноздрю медведя, и тот, чихнув, выбрасывает его наружу, где он встречается с волком и насилу уносит от него ноги. В процессе бега мужичок натыкается на трусливого зайчишку и запрыгивает на него. Вместе они удирают от злого волка. Затем заяц угощает мужичка осиновыми веточками и убегает, помня, что где-то рядом бродит волк.
Прыгая от холода, мужичок будит тетерева. Тот пригревает его под своим крылом, и они вместе дремлют, зарывшись в снег. Просыпаются оттого, что слышат чьи-то шаги. Испугавшись, тетерев взлетает вместе с сидящим на его спине мужичком. Внезапно раздаётся громкий выстрел. Мужичок просыпается в своей постели и не может понять, во сне или наяву с ним происходило всё это.

## Съёмочная группа
| Автор сценария            | Леонид Носырев                                                                                           |
| Кинорежиссёр              | Леонид Каюков                                                                                            |
| Художник-постановщик      | Татьяна Колюшева                                                                                         |
| Композиторы               | Игорь Ефремов, Георгий Свиридов                                                                          |
| Кинооператор              | Людмила Крутовская                                                                                       |
| Звукооператор             | Борис Фильчиков                                                                                          |
| Монтажёр                  | Елена Белявская                                                                                          |
| Ассистент кинорежиссёра   | Людмила Морозова                                                                                         |
| Ассистент кинооператора   | Елена Кунакова                                                                                           |
| Художники-мультипликаторы | Галина Зеброва, Екатерина Пискарёва, Светлана Халькина, Владимир Арбеков, Вячеслав Каюков, Леонид Каюков |
| Художники                 | Анна Атаманова, Елена Колюшева, Ольга Новосёлова, Николай Козлов                                         |
| Редактор                  | Татьяна Папорова                                                                                         |
| Директор съёмочной группы | Нина Соколова                                                                                            |

## Роли озвучивали
| Актёр           | Роль            |
| --------------- | --------------- |
| Клара Румянова  | мышка           |
| Георгий Вицин   | заяц            |
| Лев Дуров       | мужичок-охотник |
| Леонид Куравлёв | тетерев         |

## О мультфильме
- Мультфильм снят по мотивам сказки Евгения Чарушина. Это современный вариант лесного Нового года[1].
- В мультфильме использована музыка композиторов Георгия Свиридова (Романс) и Игоря Ефимова[2].
- В некоторых школах мультфильм используется в качестве учебного материала для учеников первых классов[3].
- «Чуффык» — это звукоподражательное слово, передающее характерные звуки, издаваемые тетеревами-косачами; в мультфильме его часто произносит тетерев.